# Suski
Suski là một huyện thuộc tỉnh Małopolskie của Ba Lan. Huyện có diện tích 686 km². Đến ngày 1 tháng 1 năm 2011, dân số của huyện là 83006 người và mật độ 121 người/km².